# 江梅駅
江梅駅（カンメえき）は、大韓民国京畿道高陽市徳陽区幸信洞にある韓国鉄道公社（KORAIL）京義線の駅。京義電鉄線の開業とともに2009年7月1日で廃止されたが、近隣住民による反発も強く、2014年10月25日に京義電鉄線（現：京義・中央線）の駅として復活した。

## 概要
かつて京義線上にあった江梅駅は1996年に新都市建設関連で建設された幸信駅との駅間距離が近いという理由で、2009年の京義電鉄線の開通時に利用客の流れを幸信駅に集中させるために廃止することに決定した。しかし、地元住民は今までより遠い駅まで歩かなければならないため反発が起きた。結局、京義電鉄線開通時に駅は一度廃止されたが、駅番号を1つ空けていたり、用地をあらかじめ確保するなど、再開業できるようにしておいた。最終的に建設費1780億ウォンを投入し、2014年10月25日再開業した。

## 駅構造
島式ホーム2面4線の地上駅。再開業の際、新たに橋上駅舎が建設された。

### のりば
| 1    | 京義・中央線 | 龍山・清凉里・龍門方面 |
| 2    | 京義・中央線 | ソウル方面             |
| 3・4 | 京義・中央線 | 大谷・一山・文山方面   |

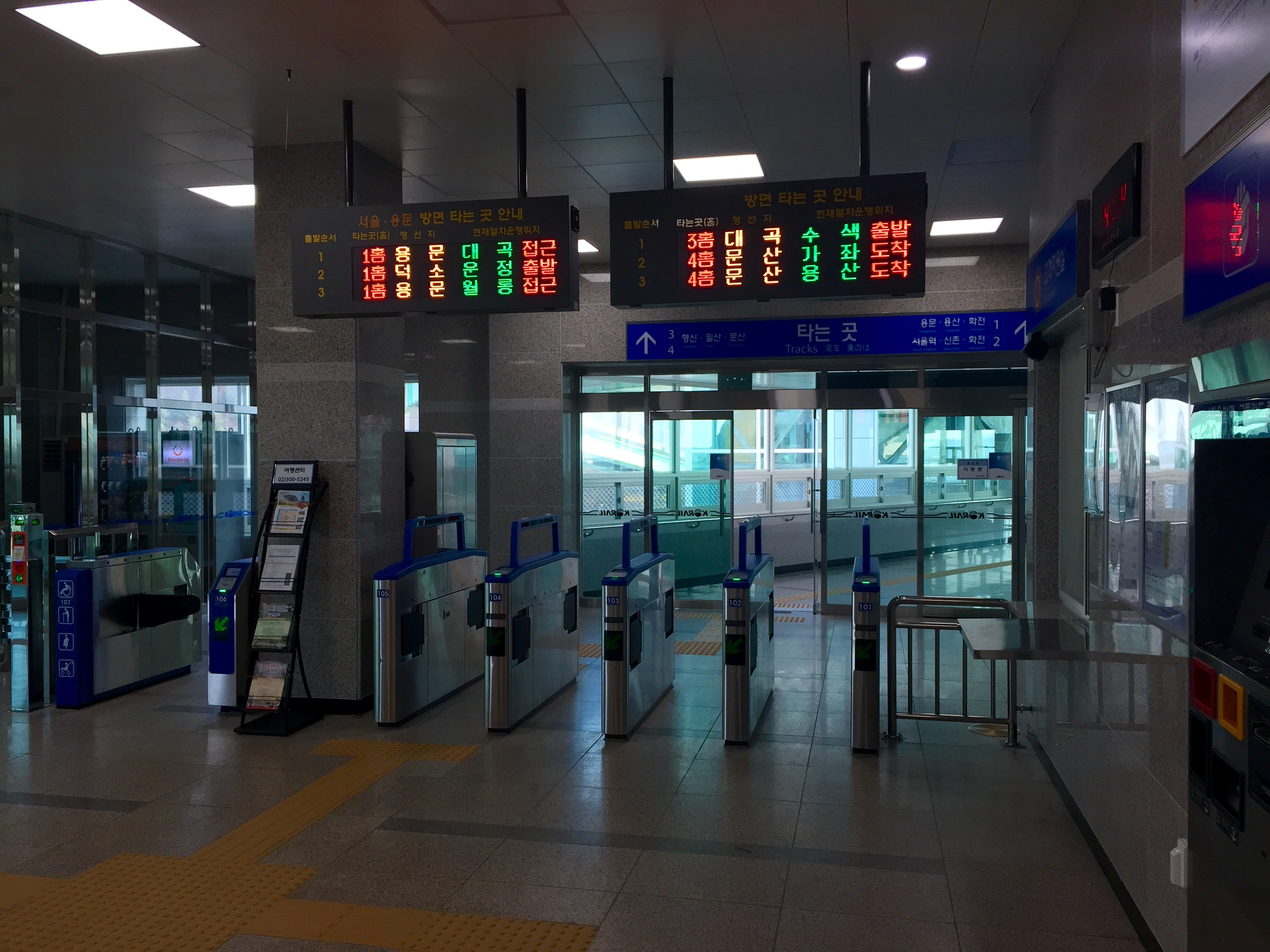
改札口
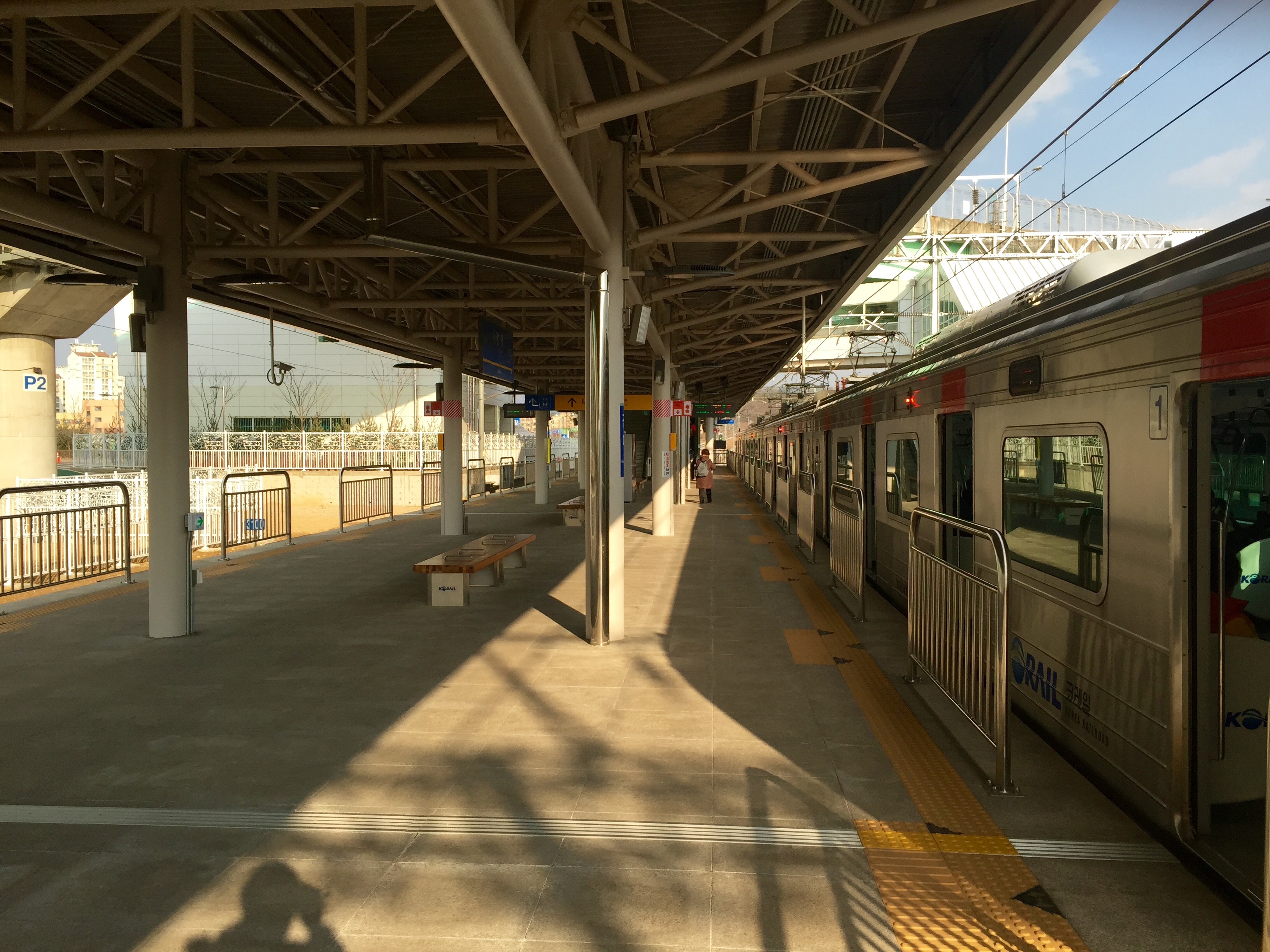
プラットホーム

## 利用状況
近年の一日平均利用人員推移は下記のとおり。なお、2014年は開業日の10月25日から12月31日までの168日間の平均である。
| 路線         | 路線     | 2010年 | 2011年 | 2012年 | 2013年 | 2014年 | 2015年 | 2016年 | 2017年 | 2018年 | 2019年 | 出典  |
| ------------ | -------- | ------ | ------ | ------ | ------ | ------ | ------ | ------ | ------ | ------ | ------ | ----- |
| 京義・中央線 | 乗車人員 | 未開業 | 未開業 | 未開業 | 未開業 | 1,295  | 2,142  | 2,469  | 2,630  | 2,721  | 2,932  | [ 2 ] |
| 京義・中央線 | 降車人員 | 未開業 | 未開業 | 未開業 | 未開業 | 1,187  | 1,888  | 2,118  | 2,267  | 2,374  | 2,482  | [ 2 ] |
| 路線         | 路線     | 2020年 | 2021年 | 2022年 | 2023年 |        |        |        |        |        |        |       |
| 京義・中央線 | 乗車人員 | 2,029  | 2,567  | 2,868  | 3,077  |        |        |        |        |        |        |       |
| 京義・中央線 | 降車人員 | 2,271  | 2,271  | 2,515  | 2,676  |        |        |        |        |        |        |       |

## 駅周辺
- 書井初等学校（朝鮮語版）
- 書井中学校（朝鮮語版）
- 書井公園
- 幸南初等学校（朝鮮語版）
- 幸信高等学校（朝鮮語版）
- 幸信2洞郵便局
- 幸信119安全センター

## 歴史

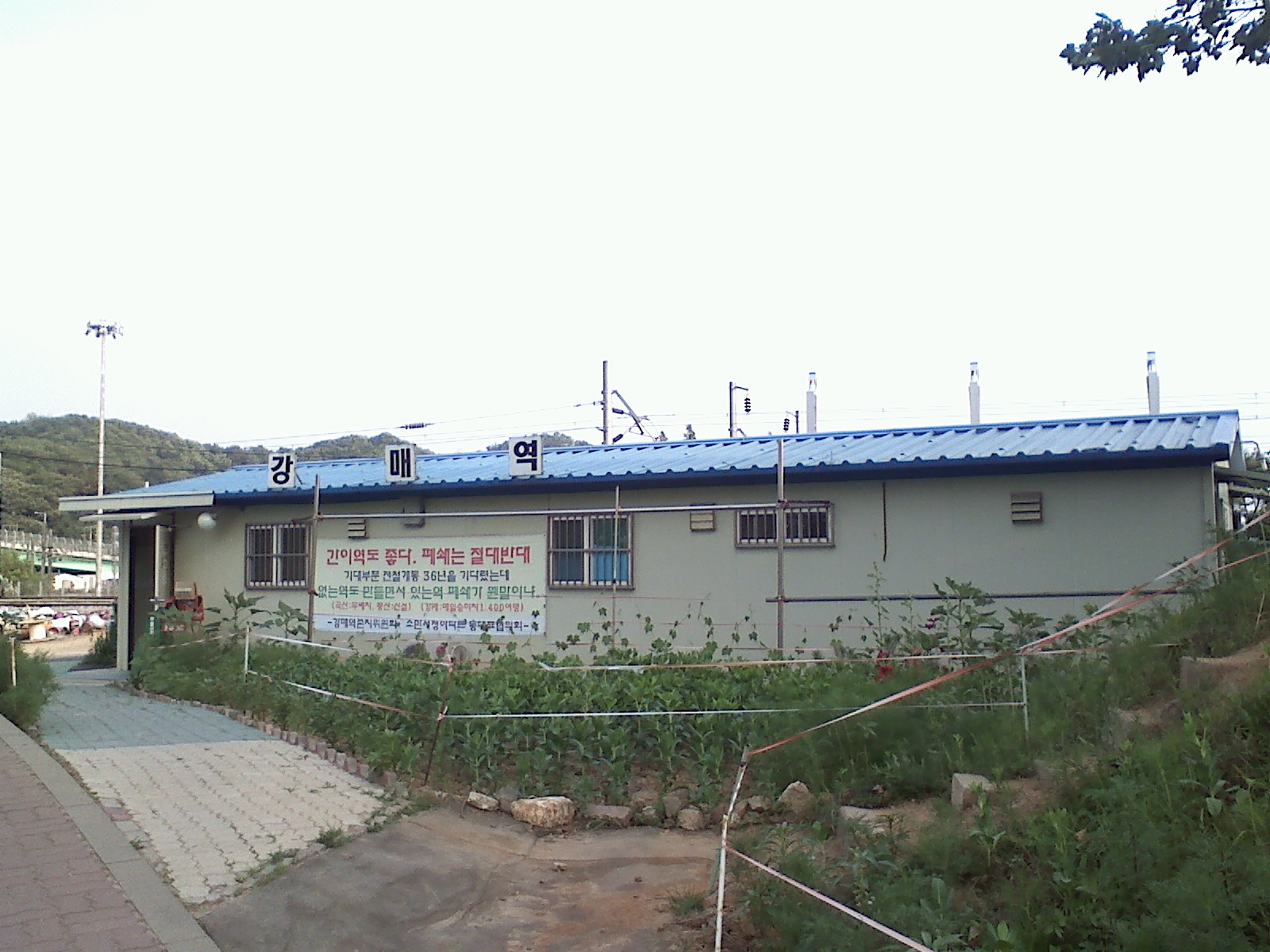
旧駅舎

- 1971年5月15日 - 幸州簡易乗降場として開業[3]。
- 1974年8月15日 - 幸州駅に改称[4]。
- 1976年5月1日 - 江梅駅に改称[5]。
- 1978年8月1日 - 乙種委託発売所に指定。
- 1992年1月1日 - 無配置簡易駅に降格。
- 1996年12月16日 - 乙種販売所に変更。
- 2009年7月1日 - 京義電鉄線が開通し、幸信駅に統合される形で廃止。
- 2013年7月10日 - 着工。
- 2014年10月25日 - 再開業。

## 隣の駅
韓国鉄道公社
京義線
京義・中央線 
B急行・A急行・大谷急行
通過
緩行
韓国航空大駅 (K318) - 江梅駅 (K319) - 幸信駅 (K320)